# 屠由瑞
屠由瑞（1932年12月—2014年4月3日），浙江绍兴人，中华人民共和国政治人物。

## 生平
1954年，毕业于北京铁道学院车务系（北京交通大学），后供职于齐齐哈尔铁路局、哈尔滨铁路局，后担任中华人民共和国铁道部副部长、总工程师。之后改任国家开发银行副行长。2014年4月3日去世。